# Ричардсън
Окръг Ричардсън (на английски: Richardson County) е окръг в щата Небраска, Съединени американски щати. Площта му е 1440 km², а населението - 9531 души (2000). Административен център е град Фолс Сити.